# Xarxa de distribució d'energia elèctrica

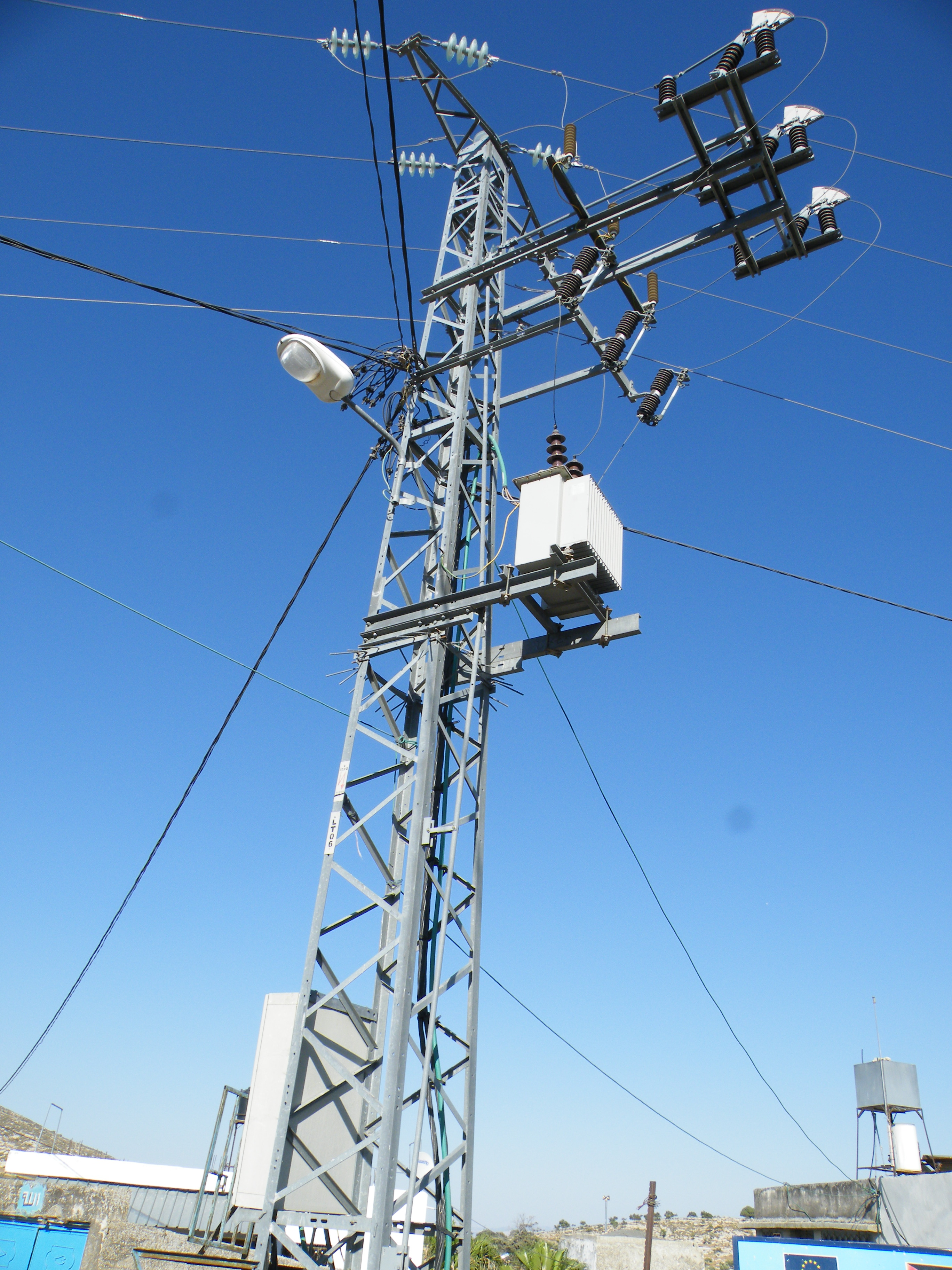
Línia elèctrica amb transformador

Una xarxa de distribució d'energia elèctrica és la part del sistema de subministrament elèctric amb la funció de fer arribar l'energia des de la subestació de distribució fins als usuaris finals (comptador del client). Es porta a terme pels operadors del sistema de distribució (Distribution System Operator o DSO en anglès). Les subestacions de distribució es connecten al sistema de transport i baixen la tensió de transmissió a mitja tensió que oscil·la entre 30.000 i els 1.000 volts, amb l'ús de transformadors. Les línies primàries de distribució porten aquesta potència de mitjana tensió als transformadors de distribució situats prop de les instal·lacions del client. Els transformadors de distribució tornen a baixar a una tensió inferior als 1.000 volts, ja que els equips domèstics (electrodomèstics, il·luminació, etc.) i alguns d'industrials funcionen amb un voltatge d'uns 380 o 220 V. Sovint, diversos clients es subministren des d'un transformador a través de línies de distribució secundàries. Els clients comercials i residencials estan connectats a les línies de distribució secundària mitjançant baixades de servei. Els clients que demanen una quantitat molt més gran d'energia es poden connectar directament al nivell de distribució principal o al nivell de subtransmissió.
La transició de la transmissió a la distribució es produeix en una subestació elèctrica, que té les funcions següents:
- Els interruptors i disjuntors permeten desconnectar la subestació de la xarxa de transport o desconnectar les línies de distribució.
- Els transformadors redueixen les tensions de transmissió, 30 kV o més, fins a les tensions de distribució primària. Són circuits de mitjana tensió, normalment de 30.000 i 1.000 volts.[3][6]
- Des del transformador, l'energia passa a la barra col·lectora que pot dividir l'alimentació de distribució en diverses direccions.Les línies de baixa tensió, porten l’energia fins al punt de destinació per tal que pugui ser utilitzada pel consumidor.[3]

## Història

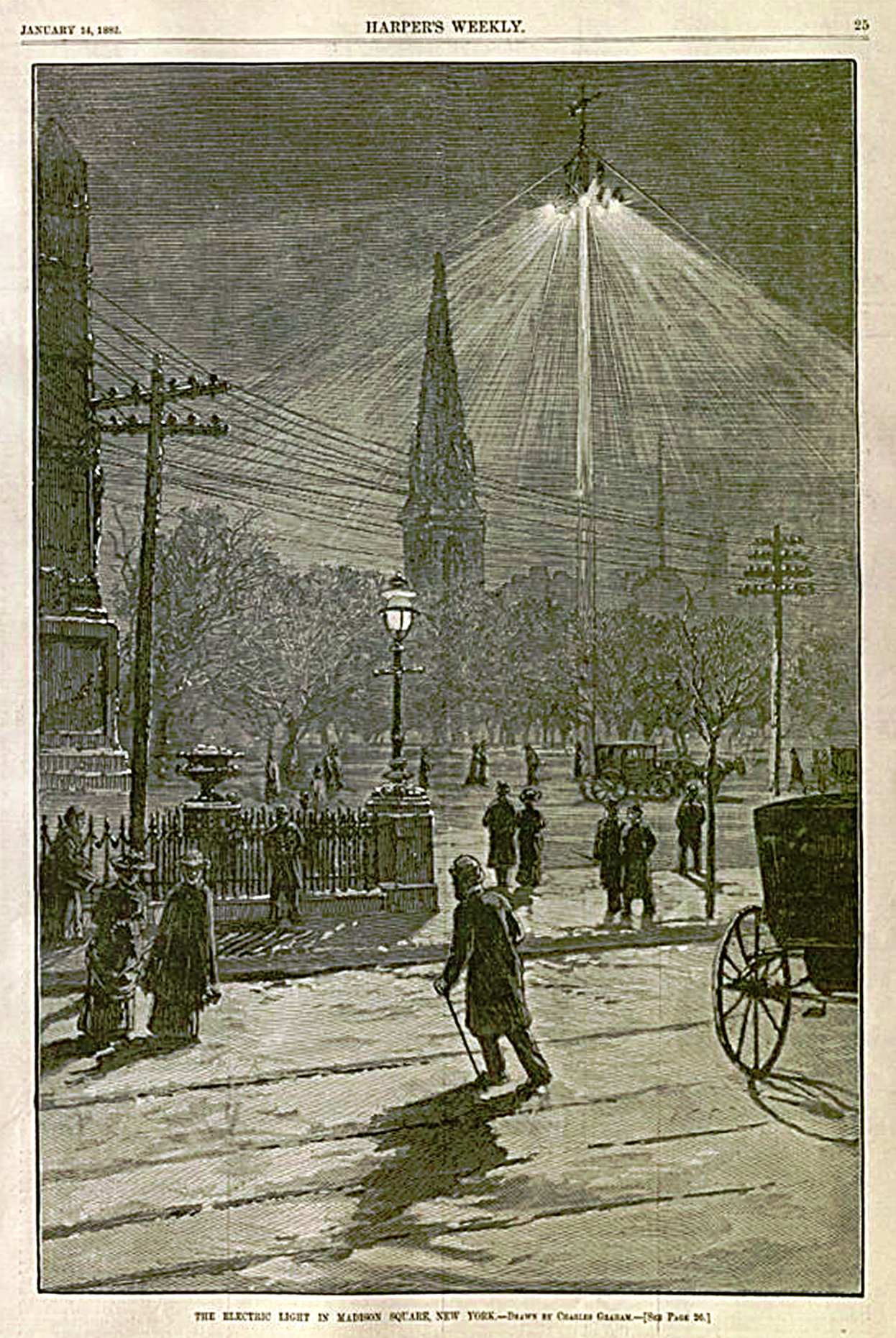
A finals de la dècada de 1870 i principis de la dècada de 1880 es va introduir la làmpada d'arc utilitzada a l'exterior o en grans espais interiors com aquest sistema de Brush Electric Company instal·lat en 1880 a la ciutat de Nova York.

La distribució d'energia elèctrica es va fer necessària només a la dècada de 1880, quan es va començar a generar electricitat en centrals elèctriques. Abans d'això se solia generar electricitat on s'utilitzava. Els primers sistemes de distribució d'energia instal·lats a les ciutats europees i nord-americanes es van utilitzar per subministrar il·luminació: la llum d'arc funcionant amb una tensió molt alta (al voltant de 3.000 volts) en corrent altern (CA) o corrent continu (CC), i la llum incandescent funcionant amb corrent continu de baixa tensió (100 volts). Ambdós sistemes estaven suplantant els sistemes d'enllumenat de gas, amb l'enllumenat d'arc que s'apodera de l'enllumenat públic i de grans superfícies, i la il·luminació incandescent que substitueix el gas per a la il·luminació comercial i residencial.
A causa de les altes tensions utilitzades en la il·luminació d'arc, una sola central generadora podria subministrar una llarga sèrie de llums, fins a 11 km de circuits. Cada duplicació de la tensió permetria que un cable de la mateixa mida transmetés la mateixa quantitat de potència quatre vegades la distància per a una pèrdua de potència determinada. Dels sistemes d'il·luminació interior incandescent de corrent continu, per exemple el primer Edison a Pearl Street Station instal·lat en 1882, va tenir dificultats per abastir els clients a més d'una milla de distància. Això es va deure al sistema baix de 110 volts que s'utilitzava a tot el sistema, des dels generadors fins a l'ús final. El sistema de corrent continu d'Edison necessitava cables conductors de coure gruixuts i les plantes generadores havien d'estar a 2,4 km del client més llunyà per evitar conductors excessivament grans i cars.

### Introducció del transformador
El problema de transmetre electricitat a distàncies més llargues esdevingué un obstacle d'enginyeria reconegut per a la distribució d'energia elèctrica, amb moltes solucions poc satisfactòries provades per empreses d'il·luminació. Però a mitjans de la dècada de 1880 es va produir un gran avenç amb el desenvolupament de transformadors funcionals que van permetre "augmentar" l'alimentació de CA a un voltatge molt més alt per a la transmissió, i després reduir a un voltatge més baix a prop de l'usuari final. En comparació amb el corrent continu, la CA tenia costos de transmissió molt més barats i majors economies d'escala, amb grans plantes generadores de comunitats autònomes capaces d'abastir ciutats i regions senceres, la qual cosa va portar a que l'ús de la CA s'estengués ràpidament.
Als EUA, la competència entre el corrent continu i el corrent altern va prendre un gir personal fins de la dècada de 1880 en forma d'una "guerra de corrents" quan Thomas Edison va començar a atacar a George Westinghouse i el seu desenvolupament dels primers sistemes de transformadors de CA dels EUA, destacant les morts causades pels sistemes de CA d'alt voltatge al llarg dels anys i afirmant que qualsevol sistema de CA era inherentment perillós. La campanya de propaganda d'Edison va durar poc i la seva empresa va canviar a CA el 1892.
La CA es va convertir en la forma dominant de transmissió d'energia amb innovacions a Europa i EUA en dissenys de motors elèctrics i el desenvolupament de "sistemes universals" dissenyats que van permetre connectar una gran quantitat de sistemes heretats a grans xarxes de CA.
A la primera meitat del segle xx, en molts llocs la indústria de l'energia elèctrica estava integrada verticalment, la qual cosa significa que una empresa generava, transmetia, distribuïa, mesurava i facturava. A partir de les dècades de 1970 i 1980, les nacions van començar el procés de desregulació i privatització, que va conduir al mercat d'electricitat. El sistema de distribució romandria regulat, però els sistemes de generació, venda al detall i, de vegades, transmissió es van transformar en mercats competitius.

## Etapes
La distribució de l'energia elèctrica des de les subestacions de transformació de la xarxa de transport es realitza en dues etapes.
La primera està constituïda per la xarxa de repartiment, que, partint de les subestacions de transformació, reparteix l'energia, normalment mitjançant anells que envolten els grans centres de consum, fins a arribar a les estacions transformadores de distribució. Les tensions utilitzades estan compreses entre 25 i 132 kV. Intercalades en aquests anells estan les estacions transformadores de distribució, encarregades de reduir la tensió des del nivell de repartiment al de distribució en mitja tensió.
La segona etapa la constitueix la xarxa de distribució pròpiament dita, amb tensions de funcionament de 3 a 30 kV i amb una característica molt radial. Aquesta xarxa cobreix la superfície dels grans centres de consum (població, gran indústria, etc.), unint les estacions transformadores de distribució amb els centres de transformació, que són l'última etapa del subministrament en mitja tensió, ja que les tensions a la sortida d'aquests centres és de baixa tensió (125/220 o 220/380 V).
La línies que formen la xarxa de distribució s'operen de forma radial, sense que formin malles, al contrari que les xarxes de transport i de repartiment. Quan hi ha una avaria, un dispositiu de protecció situat al principi de cada xarxa ho detecta i obre l'interruptor que alimenta aquesta xarxa.
La localització d'avaries es fa pel mètode de "prova i error", dividint la xarxa que té l'avaria en dues meitats i energitzant d'elles; a mesura que es delimita la zona amb avaria, es torna el subministrament a la resta de la xarxa. Això fa que en el transcurs de localització es poden produir diverses interrupcions a un mateix usuari de la xarxa.

## Topologies típiques de xarxes de distribució
La topologia d'una xarxa de distribució és referida a l'esquema o arranjament de la distribució, és a dir la forma en què es distribueix l'energia a través de la disposició dels segments dels circuits de distribució. En aquest sentit s'enfoca a la forma com es distribueix l'energia a partir de la font de subministrament.

### Xarxa radial o xarxes en antena
Es caracteritza per l'alimentació per un sol dels seus extrems transmetent l'energia en forma radial als receptors i l'emissor. A més presenta un cablejat en les parts.

#### Avantatges
Ressalten la seva simplicitat i la facilitat que presenten per a ser equipades de proteccions selectives. Pràcticament sense energia elèctrica no podem fer res en la vida actual, tot funciona amb ella, televisió, internet, ràdio, liquadores, refrigeradores, rentadores, aspiradores, les bombes per enviar aigua per a casa, etc.

#### Desavantatges
La seva falta de garantia de servei.
Aquestes desavantatges poden ser compensades en l'actualitat amb els dispositius moderns de desconnexió automàtica de la zona en falla anomenats "Òrgans de Tall de Xarxa" o la utilització dels dispositius anomenats "reconnectadors" que desconnecten i tanquen la zona en falla, procurant d'aquesta manera aclarir la zona en falla i tornar el servei sobre la línia completa.

### Xarxa en bucle obert
Això vol dir que qualsevol punt de consum, en aquesta estructura, pot ser alimentat per dos possibles camins elèctrics, atès que un sol d'aquests dos camins és efectiu, l'emergència es realitza mitjançant aquesta possibilitat de bucle.

#### Avantatges
Tots els avantatges de la distribució en xarxes radials i a més la possibilitat d'alimentar alternativament d'una font o una altra, de manera que davant de situacions de falta i utilitzant els OCR i reconnectadors, quedaria sempre fora de servei la zona a faltar més petita possible i el resta de la línia en servei.

#### Desavantatges
Si l'estructura està allunyada del parallamps l'electricitat seria dirigida a les puntes de la terra la qual cosa afectaria a les estructures properes.

### Xarxa en anell o en bucle tancat
es caracteritza per tenir dos dels seus extrems alimentats, quedant aquests punts intercalats en l'anell o bucle.

#### Avantatges
Com a avantatge fonamental podem citar la seva seguretat de servei i facilitat de manteniment.

## Criteris per a disseny de xarxes de distribució

### Regulació
La regulació es relaciona amb la caiguda de tensió en els conductors d'una xarxa determinada, en generadors i transformadors elèctrics. No és convenient que hi hagi una caiguda de tensió excessiva en el conductor perquè l'usuari final o transformador de MT a BT tensió estaria alimentat per un valor reduït de tensió molt diferent al valor assignat.
Hi ha bàsicament dues definicions de regulació, depenent del país on es faci la instal·lació: 
Normativa nord-americana: la regulació es defineix com segueix: 
{\displaystyle \Delta V\%={\frac {V_{1n}-V_{2n}}{V_{1n}}}}
{\displaystyle V_{2n}} és la tensió en borns de la càrrega o transformador 
Normativa europea (IEC): la regulació es defineix com:
{\displaystyle \Delta V\%={\frac {V_{1n}-V_{2n}}{V_{2n}}}}
on: 
{\displaystyle V_{1n}} és la tensió aigües amunt (part més propera a la central de producció) de la càrrega o transformador, és a dir en l'alimentador 
La regulació que en fa IEC és més gran que la normativa americana.

### Corrents de curt circuit
Els corrents de curtcircuit per faltes fase a fase estaran limitats únicament per les impedàncies de la font, de la línia, i de la mateixa falla, així que en la mesura que la font disposi de més potència de curtcircuit circularà per la línia més corrent.
Els corrents de curtcircuit fase a terra, estan limitades per totes les raons anteriors però a més pel sistema de posada a terra del neutre de la Xarxa. Hi ha diverses formes de fer-ho. Aïllat. Que produeixen les mínimes corrents i màximes sobretensions, potser recomanable per a distribucions no molt extenses i que la necessitat de continuar amb la línia a faltar en servei sigui imperiosa. La detecció de la falta d'una forma selectiva té certa complicació. No obstant això, es recomana que es faci la transferència a una línia sana en el menor temps possible. Posat directament a terra. Que produeixen les màximes corrents i mínimes sobretensions, potser recomanable per a distribucions extenses i que puguin ser seccionades mitjançant dispositius semiautomàtics o automàtics. La detecció selectiva de la manca resulta fàcil, amb la qual cosa unit a l'ús de dispositius automàtics "reconnectadors", es deixaria fora de servei la zona a faltar.
Altres formes intermèdies de tractament del neutre, "Pat resistiu", "Pat inductiu", "Corrent molt limitada a uns pocs amperes" "Corrent menys limitada a uns centenars de ampers", "Corrent molt limitada a uns pocs amperes i connectant gairebé directament a terra durant petit espai de temps ", etc. tots ells es poden apropar més al sistema aïllat o al sistema posat a terra i cada dissenyador de la xarxa ha de sospesar detingudament els desavantatges i avantatges de cada sistema en el seu cas particular.
Cal tenir en compte que la correcta elecció és molt important, ja que passats uns anys serà molt difícil reestructurar la xarxa per canviar el sistema de posada a terra.

## Equilibri entre producció i consum
L'electricitat és una de les poques energies que no és possible d'emmagatzemar a gran escala (excepte els sistemes de bateries o les preses hidràuliques que poden ser considerades reserves electromecàniques d'energia de baixa inèrcia). Per això els operadors de xarxa han de garantir l'equilibri entre l'oferta i la demanda en permanència. Si es produeix un desequilibri entre oferta i demanda, es poden provocar dos fenòmens negatius: 
En el cas en què el consum supera la producció, es corre el risc de "apagada" per la ràpida pèrdua de sincronisme dels alternadors, mentre que en el cas que la producció sigui superior al consum, també es pot provocar un "apagada" per l'acceleració dels generadors que produeixen l'electricitat.
Aquesta situació és típica de les xarxes elèctriques insulars on la sobre-producció eòlica comporta de vegades l'aparició de freqüències "altes" a les xarxes.
Les interconnexions entre els països poden repartir millor el risc d'apagades en els territoris interconnectats, en ser aquests solidaris entre si en la gestió de l'equilibri entre l'oferta i la demanda.
L'aparició massiva de xarxes de Generació distribuïda també condueix a tenir en compte aquest balanç global de les xarxes, especialment en qüestions en tensió. L'aparició de xarxes intel·ligents o Smart Grid han de contribuir a l'equilibri general de la xarxa de transport (freqüència, tensió), amb l'equilibri les xarxes locals de distribució. Per a això els operadors europeus reflexionen sobre les solucions tècniques pertinents tenint en compte l'evolució dels modes de generació, ara per ara molt centralitzats (hidroelèctrica, tèrmiques, nuclears ...), però que podrien arribar a ser molt més descentralitzats en un futur proper (energia eòlica, energia solar fotovoltaica, etc.)

## Equips utilitzats en xarxes de distribució
- Equips de transformació
- Conductors
- Torres elèctriques
- Equips de protecció, incloent tot el parament de protecció, la presa de terra dels diferents equips i els sistemes d'aïlladors entre torres i conductors.

## Sistema de proteccions
Conductors preaïllats, fusibles, seccionadors en càrrega, seccionalitzadors, òrgans de tall de xarxa, reconnectadors, interruptors, parallamps, autovàlvules.
Proteccions secundàries associades a transformadors de mesura, com són relés de protecció.

## Requeriments regulats per a distribució en alguns països

### Colòmbia
A Colòmbia els sistemes de distribució, com tot el relacionat amb els sistemes de potència, està regulat per la Comissió d'Energia i Gas (CREG). En resolució 70 del 28 de maig de 1998 es va s'estableixen els següents nivells de tensió, en els quals es realitzen les instal·lacions de distribució i transmissió:
- Nivell de tensió I: tensions inferiors a 1 kV
- Nivell de tensió II: tensions compreses entre 1 a 30 kV
- Nivell de tensió III: tensions compreses entre 30 kV i 62 kV
- Nivell de tensió IV: tensions de valor major a 62 kV

Segons la resolució CREG 097 de 2008, es redefineixen els següents nivells de tensió, modificant els anteriors així: 
- Nivell de tensió I: tensions inferiors a 1 kV
- Nivell de tensió II: tensions compreses entre 1 a 30 kV
- Nivell de tensió III: tensions compreses entre 30 kV i 57.5 kV
- Nivell de tensió IV: tensions de valor major a 57.5 kV

## Comercialització de l'electricitat
La comercialització de l'electricitat és la fase final al subministrament d'electricitat des de la generació a consumidor. Els altres processos principals són la  transmissió i la distribució, sense perjudici de l'autoconsum. A Espanya hi ha més de 250 comercialitzadores d'electricitat operant en el mercat.